# Mitra do sumo sacerdote de Israel

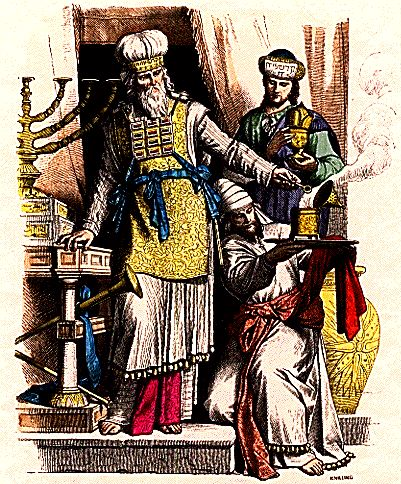
O Sumo Sacerdote em seu vestuário de Ouro vestindo o turbante sacerdotal na cabeça. O sacerdote de joelho ao lado dele está usando o migbahat cônico.

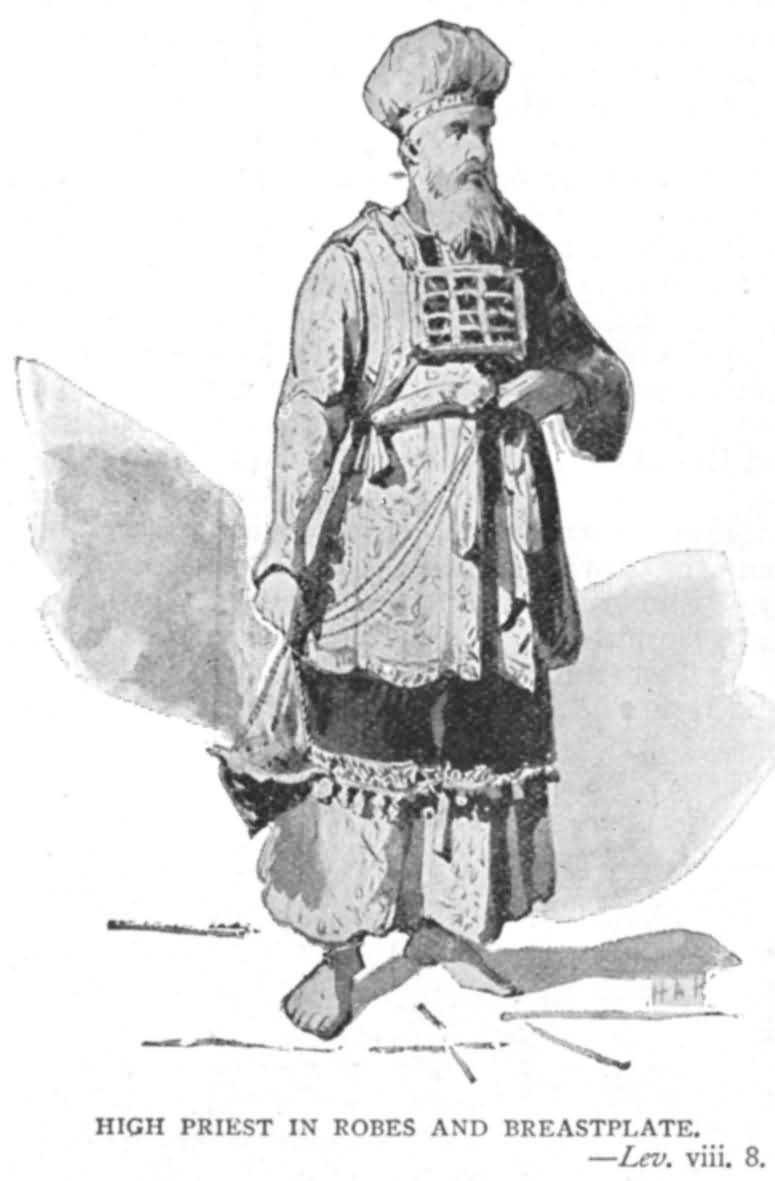
Outra visão do turbante sacerdotal.

O mitra turbante sacerdotal (em hebraico mitznefet מִצְנֶפֶת) é a cobertura da cabeça usada pelo Sumo Sacerdote de Israel, quando ele servia no Tabernáculo e no Templo em Jerusalém.
A palavra tem sido traduzida como "mitra" ou "touca". Era provavelmente um "turbante", como a palavra vem da raiz "quebrar".
O turbante sacerdotal usado pelo Sumo Sacerdote era muito maior do que as coberturas usadas pelos sacerdotes e girava para que ela formasse grande turbante de topo achatado, assemelhando-se a afloração de uma flor. A cobertura na cabeça dos kohanim era diferente, sendo envolta, para que formasse um turbante em forma de cone, chamado de migbahat.
O coroa de ouro foi anexado ao turbante sacerdotal por meio de dois conjuntos de cordas azuis: um passando por cima do topo da cabeça e o outro em torno dos lados da cabeça ao nível das orelhas.
De acordo com o Talmude, o uso do mitznefet expiava o pecado da arrogância por parte dos filhos de Israel (B.Zevachim.88b). Encontra-se explicado no livro de Zacarias capítulo 3:5.

## Peças do sumo sacerdote
- Túnica do sumo sacerdote de Israel
- Manto do sumo sacerdote de Israel
- Calções de linho do sumo sacerdote de Israel
- Peitoral do sumo sacerdote de Israel
- Cinto do sumo sacerdote de Israel
- Coroa do sumo sacerdote de Israel
- Éfode
- Urim e Tumim